# Мандзюк Іван Данилович
Мандзюк Іван Данилович (02. 03(18.02).1899 — п. імовірно, після 1940) — український історик, економіст.

## З життєпису
Народився в с. Красносільці Чигиринського повіту Київської губернії (нині с. Красносілка Олександрівського району Кіровогр. обл.). Навчався в Київському інституті народної освіти (1920–23), закінчив етнологічне відділення Київського археологічного інституту (1924). 1924–27 — кандидат в аспіранти Науково-дослідної кафедри історії України при ВУАН, 1927–29 — співробітник редакції журналу «Україна», 1929 — в. о. секретаря Археографічної комісії ВУАН. Досліджував соціально-економічний розвиток України 18 ст.
Заарештований 1929 у «Спілки визволення України» справі 1929—1930. Звільнений 1930. Проживав у Воронежі (нині місто в РФ), від 1934 — у Києві, працював економістом. Удруге заарештований 1936 і засуджений до 5-ти років виправно-трудових таборів. Покарання відбував у «Севвостлазі» НКВС СРСР на Колимі (місцевість на північному сході сучасної РФ). Подальша доля невідома.

## Праці
- Соціальний рух XVIII в. на Україні в новому освітленні. "Життя і революція", 1925, № 3
- Гоголівська сотня Київського полку 1766 р.: Соціально-економічний нарис за матеріялами Рум'янцівського опису. В кн.: Студії з історії України Науково-дослідчої катедри історії України в Київі, т. 1. К., 1926
- Заборонені сторінки "Статистического описанія Кіевской губерніи" І.І. Фундуклея. В кн.: За сто літ, кн. 2. К., 1928.